# Coriolis (cràter)

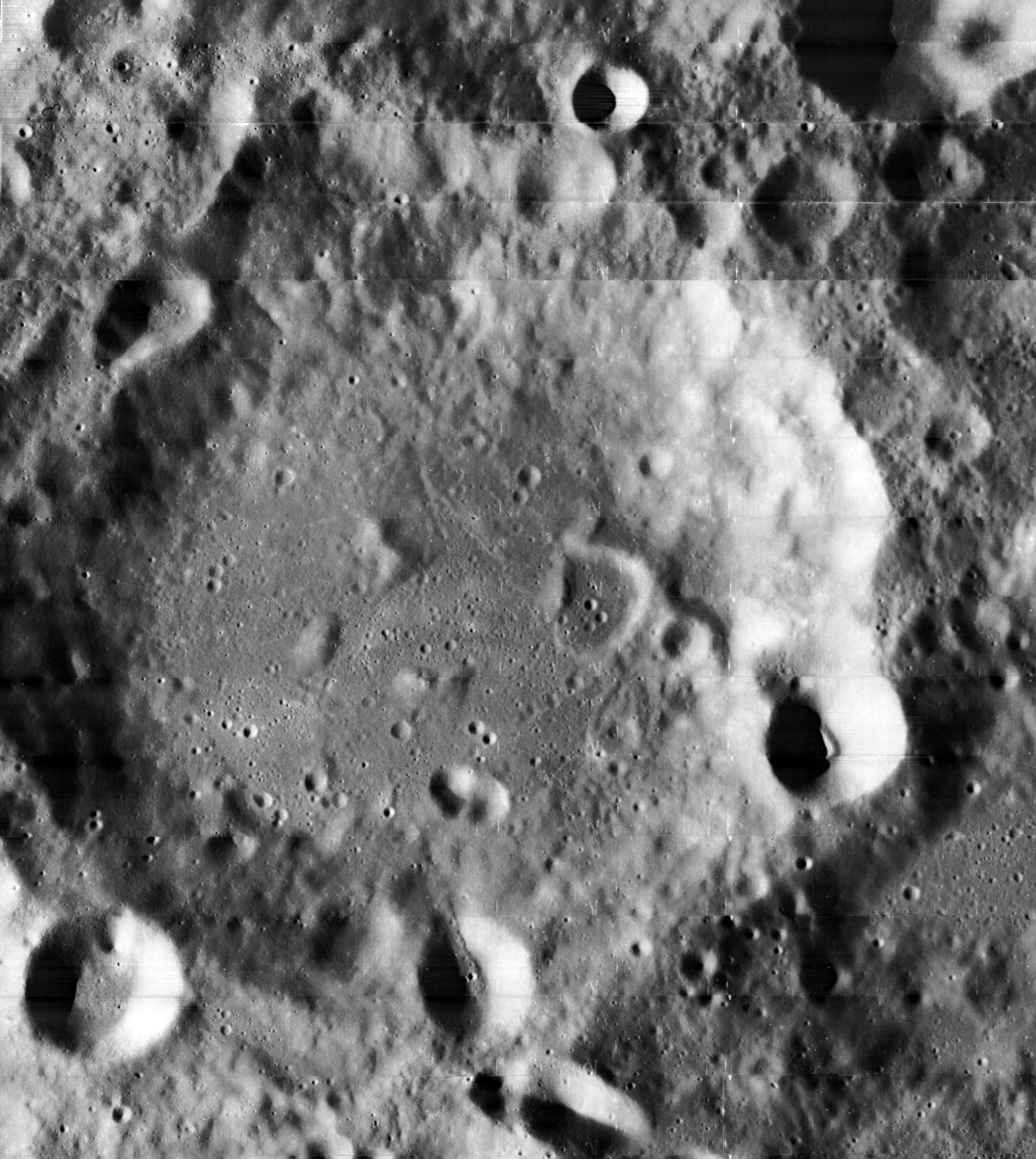
Imatge de la missió Lunar Orbiter 2

Coriolis és un cràter d'impacte que es troba en la cara oculta de la Lluna. El sòl del cràter és travessat per l'equador lunar, i es troba a uns tres diàmetres de distància al nord-oest del cràter Daedalus.
El brocal de la formació apareix una mica erosionat, amb diversos cràters petits situats al llarg de la vora. El costat nord de la vora mostra alguns danys, amb una lleugera inflor cap a fora i una depressió adjacent. El sòl de l'interior té petits cràters al llarg de les parets internes de l'est i del sud. També se situen alguns pujols baixos prop de la part mitjana de la planta.

## Cràters satèl·lit
Per convenció aquests elements són identificats en els mapes lunars posant la lletra en el costat del punt central del cràter que està més prop de Coriolis.
|          | \| Coriolis \| Coordenades \| Diàmetre \| \| -------- \| ------------------------------------ \| -------- \| \| C \| 1° 54′ N, 173° 18′ E / 1.9°N,173.3°E \| 19 km \| \| G \| 0° 00′ N, 174° 42′ E / 0.0°N,174.7°E \| 17 km \| \| H \| 0° 30′ S, 174° 12′ E / 0.5°S,174.2°E \| 12 km \| \| L \| 1° 54′ S, 172° 42′ E / 1.9°S,172.7°E \| 32 km \| \| M \| 1° 24′ S, 171° 42′ E / 1.4°S,171.7°E \| 31 km \| \| S \| 0° 06′ N, 169° 42′ E / 0.1°N,169.7°E \| 17 km \| \| W \| 3° 06′ N, 168° 00′ E / 3.1°N,168.0°E \| 37 km \| \| Y \| 3° 36′ N, 171° 12′ E / 3.6°N,171.2°E \| 31 km \| \| Z \| 4° 12′ N, 171° 30′ E / 4.2°N,171.5°E \| 53 km \| |          |
|          | |          |
| Coriolis | Coordenades | Diàmetre |
| C        | 1° 54′ N, 173° 18′ E / 1.9°N,173.3°E | 19 km    |
| G        | 0° 00′ N, 174° 42′ E / 0.0°N,174.7°E | 17 km    |
| H        | 0° 30′ S, 174° 12′ E / 0.5°S,174.2°E | 12 km    |
| L        | 1° 54′ S, 172° 42′ E / 1.9°S,172.7°E | 32 km    |
| M        | 1° 24′ S, 171° 42′ E / 1.4°S,171.7°E | 31 km    |
| S        | 0° 06′ N, 169° 42′ E / 0.1°N,169.7°E | 17 km    |
| W        | 3° 06′ N, 168° 00′ E / 3.1°N,168.0°E | 37 km    |
| Y        | 3° 36′ N, 171° 12′ E / 3.6°N,171.2°E | 31 km    |
| Z        | 4° 12′ N, 171° 30′ E / 4.2°N,171.5°E | 53 km    |